# Lynda Eseimokumo
Lynda Eseimokumo (* 18. Dezember 1963) ist eine ehemalige nigerianische Leichtathletin, die sich auf den Sprint spezialisiert hat. 1985 gewann sie bei den Afrikameisterschaften in Kairo zwei Medaillen.

## Sportliche Laufbahn
Erste internationale Erfahrungen sammelte Lynda Eseimokumo vermutlich bei den Afrikameisterschaften 1985 in Kairo, bei denen sie in 11,86 s die Bronzemedaille im 100-Meter-Lauf hinter ihrer Landsfrau Rufina Ubah und Doris Wiredu aus Ghana und gewann mit der nigerianischen 4-mal-100-Meter-Staffel in 45,45 s gemeinsam mit Beatrice Utondu, Mary Onyali-Omagbemi und Rufina Ubah die Silbermedaille hinter dem ghanaischen Team. 1987 gewann sie mit der Staffel bei der Sommer-Universiade in Zagreb in 43,71 s die Bronzemedaille hinter den Teams aus den Vereinigten Staaten und der Sowjetunion. Daraufhin trat sie nicht mehr international in Erscheinung.
1984 wurde Eseimokumo nigerianische Meisterin im 100-Meter-Lauf.